# لوسيو كالونغا
لوسيو كالونغا (بالإسبانية: Lucio Calonga)‏ هو لاعب كرة قدم باراغواياني في مركز defender ‏، ولد في 13 ديسمبر 1939 في أسونسيون في باراغواي، وتوفي في 8 فبراير 2007. لعب مع نادي إيميلك.

## وصلات خارجية
- لوسيو كالونغا على موقع ناشيونال فوتبول تيمز (الإنجليزية)